# Sint-Claradreef
De Sint-Claradreef is een straat in Brugge. Ze loopt van de Sint-Clarastraat naar de Komvest.

## Klooster
Op het einde van de straat die als gevolg daarvan Sint-Clarastraat ging heten, werd een klooster gebouwd door clarissen. Het kwam tot stand tussen 1260 en 1292. Het ging om clarissen die, in tegenstelling tot de oorspronkelijke voorschriften, eigendommen verwierven. Ze werden daarom de Rijke Claren Urbanisten genoemd.
Hun klooster werd in 1783 afgeschaft. Op dezelfde plek bouwden de paters-kapucijnen in de negentiende eeuw een nieuwe kerk en klooster, die in 1965 verdwenen en op hun beurt plaats maakten voor een sociale woonwijk en voor het openbare Sincfalpark.
Vanaf het klooster liep een weg langs de kloostermuur naar de buitenvesting. Men gaf er de naam Sint-Claradreef aan. Dat men het een dreef noemde, wat eerder uitzonderlijk was in Brugge, wees op het landelijk karakter. Ook al is het later een min of meer gewone straat geworden, met een huizenrij langs beide straatzijden, is de oorspronkelijke benaming gebleven.

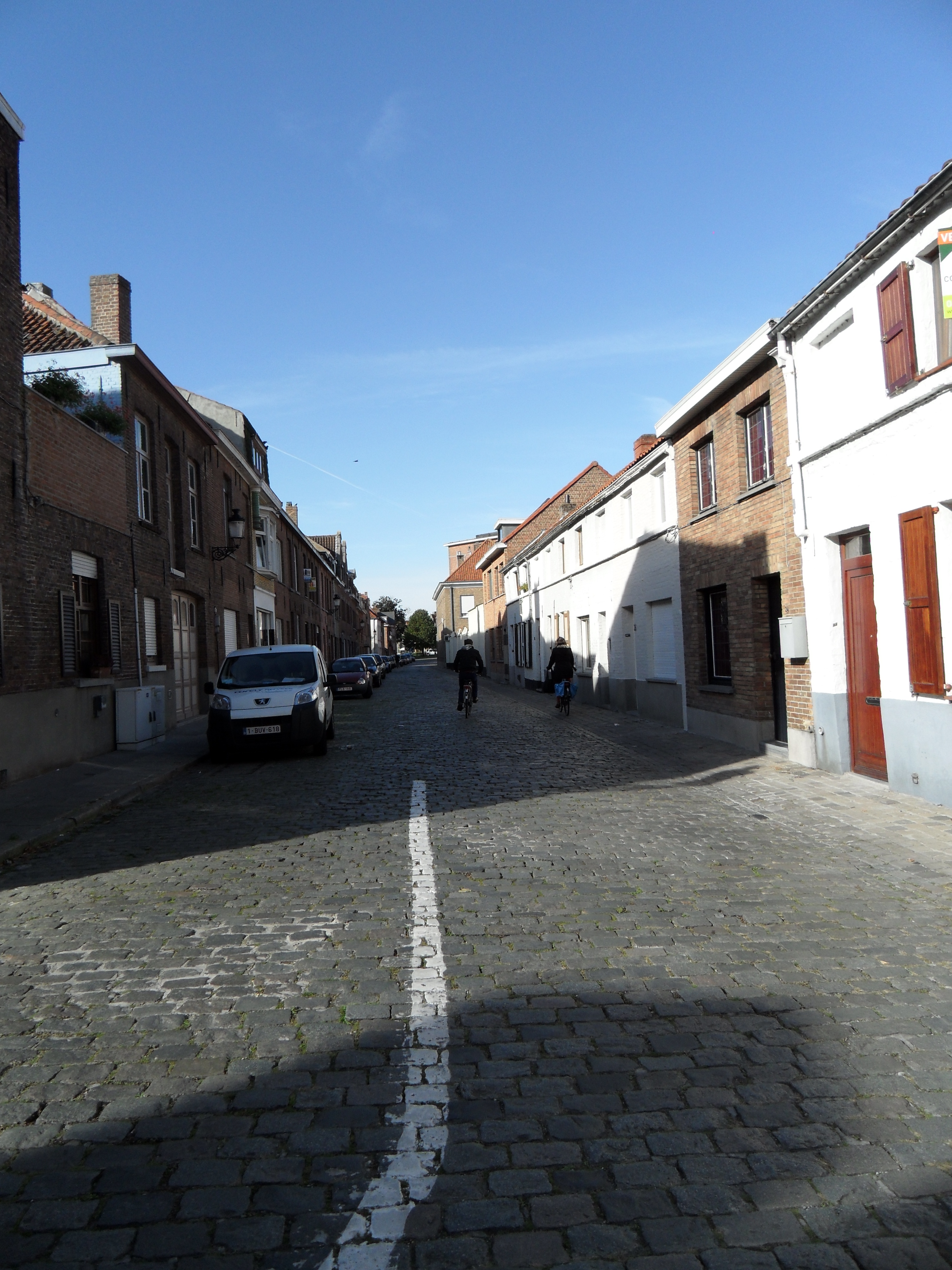
Sint-Claradreef
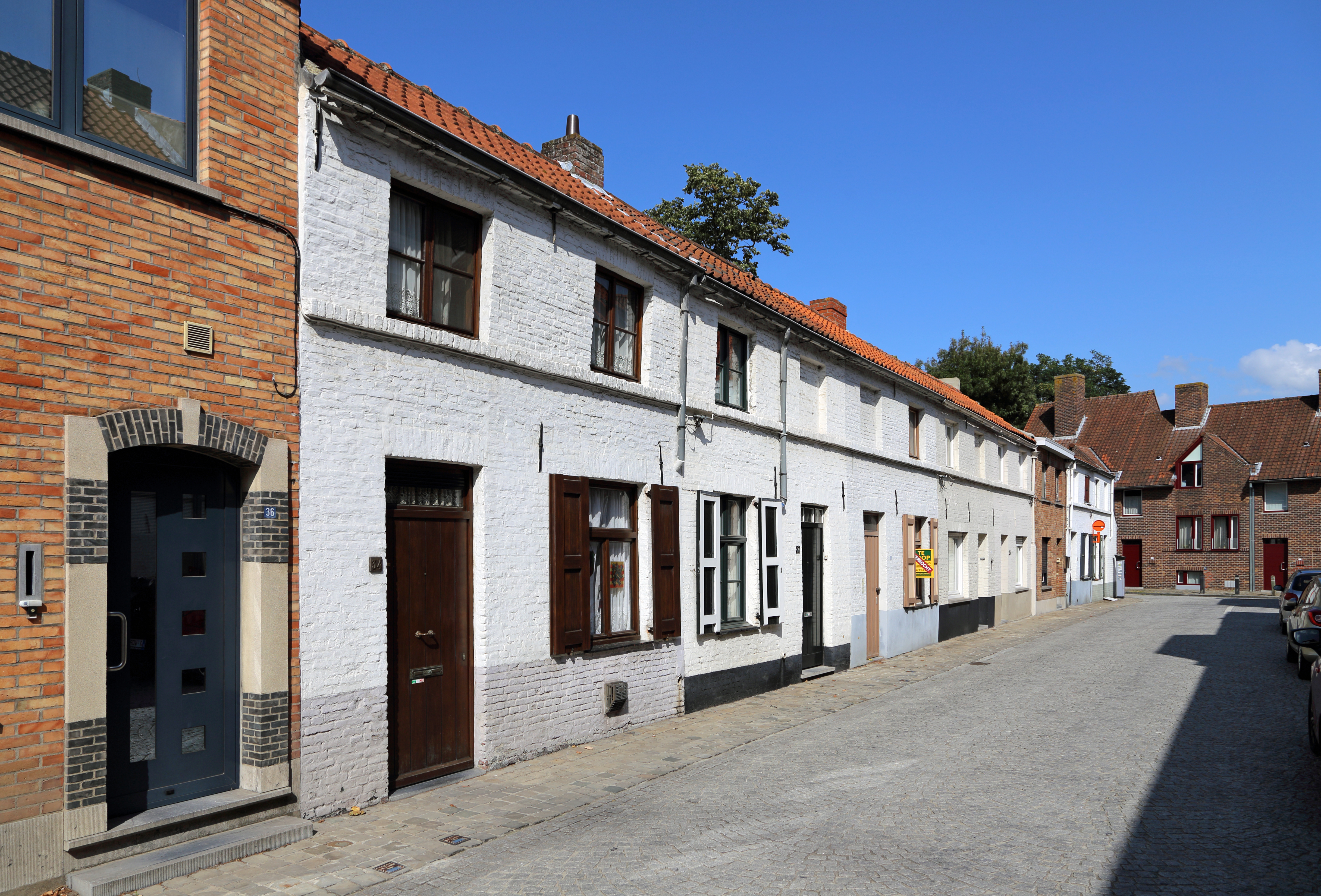
Typisch 19de-eeuwse eenheidsbebouwing: Sint-Claradreef 20-34
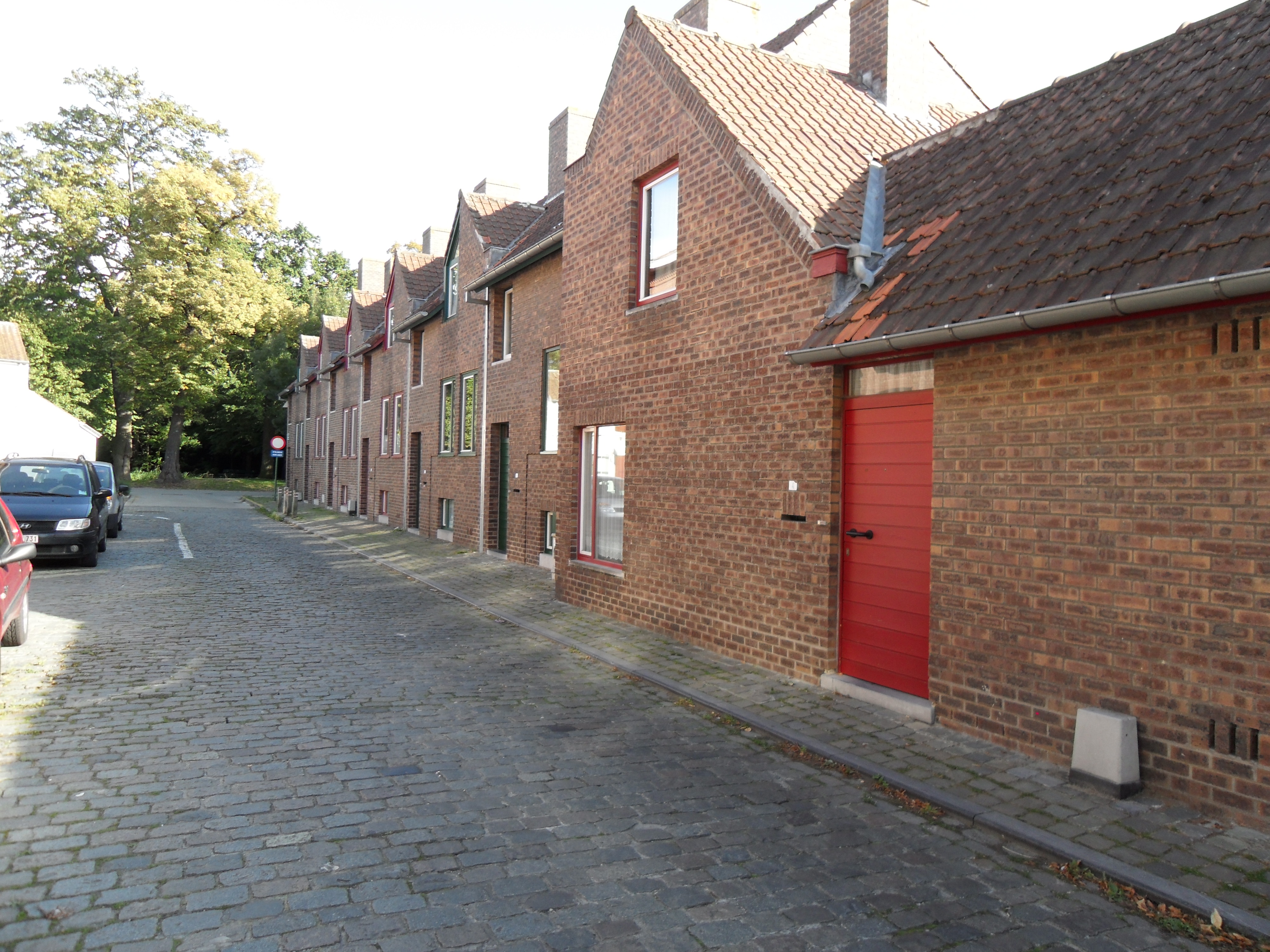
De sociale woonwijk Sincfal, langs de Sint-Claradreef